# Сигисмунд III Васа
Сигисмунд (Жигмунд) III Васа,   (швед. Sigismund, пољ. Zygmunt III Waza, литв. Žygimantas Vaza; 20. јун 1566, Грипсхолм - 30. април 1632, Варшава) је био шведски (1592—1604) и изборни  пољско-литвански краљ (1587—1632 ) из династије Васа. Био је син Јуана III Васе  и његове супруге Каталин Јагелон. Изабран на престо Пољско–Литванског комонвелта, он је настојао да креира персоналну унију између комонвелта и Шведске (Пољско-шведску унију), и привремено је успео у томе 1592. године. Након што га је 1599. године са шведског престола срушио његов протестантски ујак, Карл IX Шведски и састанка Риксенских поседа, он је провео већи део остатка свог живота покушавајући га повратити трон.
Побожан, али непостојан владар, Сигисмунд је покушао да задржи апсолутну власт у свим својим доминионима. Убрзо након победе над унутрашњом опозицијом, Сигисмунд је искористио период грађанских немира у Великој московској кнежевини, познат као Смутно време, и напао је Русију, држећи Москву две године (1610–12) И Смоленск након тога. Године 1617. поново је избио Пољско-шведски сукоб, који је претходно био прекинут примирјем из 1611. године. Док се Сигисмундова војска борила и против отоманских снага у Молдавији (1617–21), краљ Густаф II Адолф Шведски напао је Сигисмундове земље, заузевши Ригу 1621. године, као и скоро целу пољску Ливонију. Сигисмунд, који је закључио Алтмаршко примирје са Шведском 1629. године, никада није повратио шведску круну. Штавише, његови шведски ратови резултирали су губитком пољских територија на северу Ливоније и смањењем међународног угледа краљевства.

## Порекло
Сигисмунд је рођен 20. јуна 1566. године у Грипсхолму као син финског кнеза Јуана, будућег краља Шведске Јуана III, и Катарине, ћерке пољског краља Сигисмунда I.

## Пољско-литвански краљ

### Избор за краља
Од 2. до 9. марта 1587. године Сејм је заседао у циљу избора новог краља Пољско-литванске уније. Овим заседањем се ништа није решило, па је Сејм поново засео 30. јуна. Међу кандидатима за титулу краља, поред Сигисмунда били су:
- Фјодор Иванович, руски цар;
- Максимилијан Хабзбуршки, аустријски надвојвода;
- Фердинанд Хабзбуршки, аустријски надвојвода;
- Матија Хабзбуршки, аустријски надвојвода.

Дана 19. августа, после великог дипломатског напора краљице Ане Јагелонске, Сигисмунд је изабран за краља Пољске. Три дана касније за краља је такође изабран и Максимилијан Хабзбуршки, кога је посебно помагала аристократија предвођена породицом Зборовски. Овим се завршило сазивање сејма.

### Грађански рат у Пољској
Потом долази до једног правог рата између Сигисмунда и Максимилијана. Сигисмундов војсковођа Јан Замојски 8. септембра заузима Краков да би заштитио симболе краљевске власти. Недуго потом, да би осигурао победу, Сигисмунд склапа са својим оцем уговор у Калмару, којим је регулисао односе између Уније и Шведске. Са друге стране Максимилијан је 27. септембра положио заклетву pacta conveta у Оломоуцу и већ 5. октобра кренуо на Пољску. Његова војска 14. новембра опседа Краков и бива поражена шест дана касније. у међувремену, Сигисмунд стиже у Пољску, у Гдањск, 7. октобра, где је такође положио заклетву pacta conveta, оповргавајући Максимилијанову. 4. новембра он се састаје са Аном Јагелонском у Пиотркову и већ 9. децембра стиже у Краков, где се већ сутра сазива сејм, под управом Јана Гајевског, поводом свог избора за краља. Током тог заседања Сигисмунд обећава опроштај свима који су помогли његовим узурпаторима, усваја продужење мира са Русима у Јам-Запољском и био крунисан за краља 27. децембра у Вавелској катедрали. Заседање сејма наставља и следеће године. Литванци су током тог заседања 27. јануара 1588. године коначно признали Сигисмунда за свог краља, а већ сутра Сигисмунд усваја трећи Литвански статут којим реформише законе Великог војводства Литваније. Заседање сејма се завршило 30. јануара. Надвојвода Максимилијан не губи време, већ, користивши ово заседање сејма, креће у напад на Пољску. Његову војску је 24. јануара до ногу потукао Јан Замојски у бици код Бичине. У овој бици је заробљен и сам надвојвода и утамничен у Красниставу.

## Владавина
Године 1587. његов отац шведски краљ Јуан III га је довео на престо Државне заједнице Пољске и Литваније , а после очеве смрти, 1592. године, постао је и краљ Шведске.

### Краљ Шведске и католичка црква
У време је његове владавине постојало једно политичко питање, које се тицало не само Шведске, већ и свих суседних земаља и које је доста допринело ступању Швеђана на широко поприште опште европске политике. То је било питање о господарству над Балтичким морем, које је при крају средњег века постало од великог трговачког значаја. Шведска је тада јавно испољила своју намеру да ово море учини својим језером, тј. да по могућности завлада свим његовим обалама. Да би постигла то, потребно јој је било ратовати са свим народима, који су живели око тог мора.
Сигисмунд је био васпитан језуитски и ревносно је радио да обе земље у којима је владао врати у крило католичке цркве, те су језуити за његове владе достигли велики значај у Пољској. Он је из Кракова, где је било доста протестаната, пренео своју престолицу у Варшаву, главни град католичке Мазовске и као треће седиште католичке реакције. Покушавао је и да у Шведској врати католицизам , али га је у томе спречио стриц Карл Васа, који га је 1604. године збацио с шведског престола.

### Католички краљ
Угледао се на шпанског краља Филипа II Хабзбуршког, а био је такав присталица хабзбуршке политике, да би радо и Пољску потчинио Хабзбуршкој монархији, само када би му Хабзбурзи помогли да завлада Шведском и да тамо поврати католицизам. Што пак он у ово време не указа помоћи аустриским Хабзбурговцима, једини је узрок његово мешање у руске послове, на што га је гонила жеља да добије руски престо, прво за сина па потом и за себе, и то све у смеру потчињавања нових земаља папи. За његове су владе католици предузели потчињавање православне цркве папи у руским крајевима под Пољском (црквена унија 1596). И спољашња је политика овога краља била у духу католичке реакције: покушавао је да утврди римску цркву у Шведској и Русији .

### Пољско-шведски ратови
У покушају да поврати круну и католицизам у Шведској, Сигисмунд је започео скупе и неуспешне пољско-шведске ратове ( Пољско-шведски рат (1600—1611) и Пољско-шведски рат (1617—1629)) који ће га надживети и готово уништити Пољско-литванску унију.

### Рат са Русијом
Изненадна смрт Бориса Годунова (1605) бацила је Русију у хаос и пружила Сигисмунду нову прилику. Без одобрења Сејма, подржао је Лажног Димитрија, а 1609. је лично провалио у Русију. Док је он две године опседао Смоленск, његов генерал Станислав Жолкевски потукао је Русе код Клушина, заузео Москву и убедио Бојарску думу да прихвати Сигисмундовог сина Владислава за цара (1610). Али Сигисмунд је поништио овај споразум, захтевајући царски престо за себе. Смоленск је најзад пао 1611., али је пољски гарнизон у Москви опседнут и 1612. натеран на предају од кнеза Пожарског.

### Рат са Турском
Остатак Сигисмундове владавине био је испуњен низом неуспешних ратова. Савез са Хабзбурзима довео је до скупог рата са Турском, али је Пољска спашена победом у бици код Хотина (1621).
Густав II Адолф Шведски искористио је заузетост Пољске на југу да заузме Ливонију у Пољско-шведском рату (1617—1629).

### Културна делатност
За време његове владавине стваралачка снага Пољске на културном пољу у епоси Обнове показала се изградњом академије у Замошћу (1595) и у Кијеву (1615) .

## Брак и породица
Сигисмунд је био љубазан човек, стасит, великог чела, великог носа, али дуге браде, великих и нежних очију. Женио се два пута. Први пут 31. маја 1592. године, са деветнаестогодишњом Аном од Аустрије, ћерком аустријског надвојводе Карла II Штајерског, која је у исто време била и праунука Казимира IV Јагелонца. Свадба је одржана у Краковској катедрали. Из овог брака родило се петоро деце:
- Ана Марија (23. мај 1593 - 9. март 1600),
- Катарина (9. април 1594 - 16. мај 1594),
- Владислав IV (9. јун 1595 - 20. мај 1648),
- Катарина (септембар 1596 - 2. јун 1597),
- Кристоф (10. фебруар 1598).

Марија је умрла на порођају 10. фебруара 1598. године. 11. децембра 1605. године Сигисмунд се, такође у Краковској катедрали, жени седамнаестогодишњом Маријином сестром Констанцом. Са њом је имао седморо деце:
- Јан Казимира (26. јул 1607 - 9. јануар 1608),
- Јан Казимира (22. март 1609 - 16. децембар 1672),
- Јан Олбрехт (Алберт) (25. јун 1612 - 29. децембар 1634),
- Карол Фердинанд (3. октобар 1613 - 9. мај 1655),
- Александар Карол (14. новембар 1614 - 19. новембар 1634),
- Ана Констанца (20. јануар 1616 - 24. мај 1616),
- Ана Катарина Констанца (7. август 1619 - 8. октобар 1651).

## Породично стабло
|  |                                       |  |  |  |  |  |  |  |  |  |  |  |  |  |  |  |
|  | 16. Johan Kristiernsson Vasa          |  |  |  |  |  |  |  |  |  |  |  |  |  |  |  |
|  |                                       |  |  |  |  |  |  |  |  |  |  |  |  |  |  |  |
|  |                                       |  |  |  |  |  |  |  |  |  |  |  |  |  |  |  |
|  | 8. Ерик Јохансон                      |  |  |  |  |  |  |  |  |  |  |  |  |  |  |  |
|  |                                       |  |  |  |  |  |  |  |  |  |  |  |  |  |  |  |
|  |                                       |  |  |  |  |  |  |  |  |  |  |  |  |  |  |  |
|  | 17. Birgitta Gustavsdotter Sture      |  |  |  |  |  |  |  |  |  |  |  |  |  |  |  |
|  |                                       |  |  |  |  |  |  |  |  |  |  |  |  |  |  |  |
|  |                                       |  |  |  |  |  |  |  |  |  |  |  |  |  |  |  |
|  | 4. Густав Васа                        |  |  |  |  |  |  |  |  |  |  |  |  |  |  |  |
|  |                                       |  |  |  |  |  |  |  |  |  |  |  |  |  |  |  |
|  |                                       |  |  |  |  |  |  |  |  |  |  |  |  |  |  |  |
|  | 18. Måns Karlsson Eka                 |  |  |  |  |  |  |  |  |  |  |  |  |  |  |  |
|  |                                       |  |  |  |  |  |  |  |  |  |  |  |  |  |  |  |
|  |                                       |  |  |  |  |  |  |  |  |  |  |  |  |  |  |  |
|  | 9. Сесилија Монсдотер                 |  |  |  |  |  |  |  |  |  |  |  |  |  |  |  |
|  |                                       |  |  |  |  |  |  |  |  |  |  |  |  |  |  |  |
|  |                                       |  |  |  |  |  |  |  |  |  |  |  |  |  |  |  |
|  | 19. Sigrid Eskilsdotter Banér         |  |  |  |  |  |  |  |  |  |  |  |  |  |  |  |
|  |                                       |  |  |  |  |  |  |  |  |  |  |  |  |  |  |  |
|  |                                       |  |  |  |  |  |  |  |  |  |  |  |  |  |  |  |
|  | 2. Јуан III Шведски                   |  |  |  |  |  |  |  |  |  |  |  |  |  |  |  |
|  |                                       |  |  |  |  |  |  |  |  |  |  |  |  |  |  |  |
|  |                                       |  |  |  |  |  |  |  |  |  |  |  |  |  |  |  |
|  | 20. Abraham Kristiernsson Leijonhuvud |  |  |  |  |  |  |  |  |  |  |  |  |  |  |  |
|  |                                       |  |  |  |  |  |  |  |  |  |  |  |  |  |  |  |
|  |                                       |  |  |  |  |  |  |  |  |  |  |  |  |  |  |  |
|  | 10. Erik Abrahamsson Leijonhufvud     |  |  |  |  |  |  |  |  |  |  |  |  |  |  |  |
|  |                                       |  |  |  |  |  |  |  |  |  |  |  |  |  |  |  |
|  |                                       |  |  |  |  |  |  |  |  |  |  |  |  |  |  |  |
|  | 21. Birgitta Månsdotter Natt och Dag  |  |  |  |  |  |  |  |  |  |  |  |  |  |  |  |
|  |                                       |  |  |  |  |  |  |  |  |  |  |  |  |  |  |  |
|  |                                       |  |  |  |  |  |  |  |  |  |  |  |  |  |  |  |
|  | 5. Маргарет Лејонхуфвуд               |  |  |  |  |  |  |  |  |  |  |  |  |  |  |  |
|  |                                       |  |  |  |  |  |  |  |  |  |  |  |  |  |  |  |
|  |                                       |  |  |  |  |  |  |  |  |  |  |  |  |  |  |  |
|  | 22. Erik Karlsson Vasa                |  |  |  |  |  |  |  |  |  |  |  |  |  |  |  |
|  |                                       |  |  |  |  |  |  |  |  |  |  |  |  |  |  |  |
|  |                                       |  |  |  |  |  |  |  |  |  |  |  |  |  |  |  |
|  | 11. Ebba Eriksdotter Vasa             |  |  |  |  |  |  |  |  |  |  |  |  |  |  |  |
|  |                                       |  |  |  |  |  |  |  |  |  |  |  |  |  |  |  |
|  |                                       |  |  |  |  |  |  |  |  |  |  |  |  |  |  |  |
|  | 23. Anna Karlsdotter Vinstorpa        |  |  |  |  |  |  |  |  |  |  |  |  |  |  |  |
|  |                                       |  |  |  |  |  |  |  |  |  |  |  |  |  |  |  |
|  |                                       |  |  |  |  |  |  |  |  |  |  |  |  |  |  |  |
|  | 1. Сигисмунд III Васа                 |  |  |  |  |  |  |  |  |  |  |  |  |  |  |  |
|  |                                       |  |  |  |  |  |  |  |  |  |  |  |  |  |  |  |
|  |                                       |  |  |  |  |  |  |  |  |  |  |  |  |  |  |  |
|  | 24. Владислав II Јагело               |  |  |  |  |  |  |  |  |  |  |  |  |  |  |  |
|  |                                       |  |  |  |  |  |  |  |  |  |  |  |  |  |  |  |
|  |                                       |  |  |  |  |  |  |  |  |  |  |  |  |  |  |  |
|  | 12. Казимир IV                        |  |  |  |  |  |  |  |  |  |  |  |  |  |  |  |
|  |                                       |  |  |  |  |  |  |  |  |  |  |  |  |  |  |  |
|  |                                       |  |  |  |  |  |  |  |  |  |  |  |  |  |  |  |
|  | 25. Софија Халшанска                  |  |  |  |  |  |  |  |  |  |  |  |  |  |  |  |
|  |                                       |  |  |  |  |  |  |  |  |  |  |  |  |  |  |  |
|  |                                       |  |  |  |  |  |  |  |  |  |  |  |  |  |  |  |
|  | 6. Жигмунд Пољски                     |  |  |  |  |  |  |  |  |  |  |  |  |  |  |  |
|  |                                       |  |  |  |  |  |  |  |  |  |  |  |  |  |  |  |
|  |                                       |  |  |  |  |  |  |  |  |  |  |  |  |  |  |  |
|  | 26. Алберт II Немачки                 |  |  |  |  |  |  |  |  |  |  |  |  |  |  |  |
|  |                                       |  |  |  |  |  |  |  |  |  |  |  |  |  |  |  |
|  |                                       |  |  |  |  |  |  |  |  |  |  |  |  |  |  |  |
|  | 13. Елизабета Хабзбуршка              |  |  |  |  |  |  |  |  |  |  |  |  |  |  |  |
|  |                                       |  |  |  |  |  |  |  |  |  |  |  |  |  |  |  |
|  |                                       |  |  |  |  |  |  |  |  |  |  |  |  |  |  |  |
|  | 27. Елизабета Луксембуршка            |  |  |  |  |  |  |  |  |  |  |  |  |  |  |  |
|  |                                       |  |  |  |  |  |  |  |  |  |  |  |  |  |  |  |
|  |                                       |  |  |  |  |  |  |  |  |  |  |  |  |  |  |  |
|  | 3. Каталин Јагелон                    |  |  |  |  |  |  |  |  |  |  |  |  |  |  |  |
|  |                                       |  |  |  |  |  |  |  |  |  |  |  |  |  |  |  |
|  |                                       |  |  |  |  |  |  |  |  |  |  |  |  |  |  |  |
|  | 28. Галеацо Марија Сфорца             |  |  |  |  |  |  |  |  |  |  |  |  |  |  |  |
|  |                                       |  |  |  |  |  |  |  |  |  |  |  |  |  |  |  |
|  |                                       |  |  |  |  |  |  |  |  |  |  |  |  |  |  |  |
|  | 14. Ђан Галеацо Сфорца                |  |  |  |  |  |  |  |  |  |  |  |  |  |  |  |
|  |                                       |  |  |  |  |  |  |  |  |  |  |  |  |  |  |  |
|  |                                       |  |  |  |  |  |  |  |  |  |  |  |  |  |  |  |
|  | 29. Bona of Savoy                     |  |  |  |  |  |  |  |  |  |  |  |  |  |  |  |
|  |                                       |  |  |  |  |  |  |  |  |  |  |  |  |  |  |  |
|  |                                       |  |  |  |  |  |  |  |  |  |  |  |  |  |  |  |
|  | 7. Бона Сфорца                        |  |  |  |  |  |  |  |  |  |  |  |  |  |  |  |
|  |                                       |  |  |  |  |  |  |  |  |  |  |  |  |  |  |  |
|  |                                       |  |  |  |  |  |  |  |  |  |  |  |  |  |  |  |
|  | 30. Алфонсо II Напуљски               |  |  |  |  |  |  |  |  |  |  |  |  |  |  |  |
|  |                                       |  |  |  |  |  |  |  |  |  |  |  |  |  |  |  |
|  |                                       |  |  |  |  |  |  |  |  |  |  |  |  |  |  |  |
|  | 15. Изабела Напуљска                  |  |  |  |  |  |  |  |  |  |  |  |  |  |  |  |
|  |                                       |  |  |  |  |  |  |  |  |  |  |  |  |  |  |  |
|  |                                       |  |  |  |  |  |  |  |  |  |  |  |  |  |  |  |
|  | 31. Иполита Марија Сфорца             |  |  |  |  |  |  |  |  |  |  |  |  |  |  |  |
|  |                                       |  |  |  |  |  |  |  |  |  |  |  |  |  |  |  |
|  |                                       |  |  |  |  |  |  |  |  |  |  |  |  |  |  |  |